# Bulbophyllum fuscatum
Bulbophyllum fuscatum är en orkidéart som beskrevs av Rudolf Schlechter. Bulbophyllum fuscatum ingår i släktet Bulbophyllum och familjen orkidéer. Inga underarter finns listade i Catalogue of Life.